# ダウンタウンのバラエティ50年史
『ダウンタウンのバラエティ50年史』（ダウンタウンのばらえてぃごじゅうねんし）は、日本テレビにて2003年の8月2日の土曜日の19:00 - 20:54まで同日オープン仕立ての日本テレビ汐留新社屋・日本テレビタワーのクリスタルホールから生放送で放送した特別番組である。出演したのは、ダウンタウンと当時、日本テレビアナウンサーであった福澤朗の3人である。

## 概要
正式タイトルは、『日本テレビ開局50年記念番組日テレバラエティー全史テレビ馬鹿50人と馬鹿テレビ50年～シャボン玉ホリデーからガキの使いまで～』である。
スピンオフとして放送日の午後1時30分から2時間にかけて、関東ローカルで日本テレビの本社が麹町から汐留に移転した事を受けて、日テレ汐留新社屋・日本テレビタワーの内部を紹介したり、汐留にある建物・スポットを紹介、日本テレビの人気番組のタレントの顔モニュメントを製作する過程を伝えたりするスペシャル番組が生放送で放送された。司会は、同番組同様、福澤朗アナウンサーと魚住りえアナウンサーが務めた。

## 番組内容
- 日本テレビのバラエティー番組（馬鹿テレビ）50年を、1950年代～60年代（創世記）・70年代（黄金時代）・80年代（暗黒時代）・90年代（第二期黄金時代）と分け、各時代の番組を紹介した。また、関係者（テレビ馬鹿）は5人だけしか紹介されなかったが、最後に（50人のうちの）残りの45人は、割愛するというオチだった。
- 汐留に変わった日本テレビの新キャラクター（シオタマ）を日本テレビ麹町旧社屋に現れたキャラクター（コウジ）という設定を作り、紹介した。※24時間テレビのマラソンの様に随所に渡って放送した。また、生放送という設定でVTRで紹介した。
- 日本テレビを代表する番組「24時間テレビ 「愛は地球を救う」」[注 3]にて放送された深夜の問題になったコーナーを紹介した。※問題となったコーナーは、1983年の第6回大会のタモリが登場したSMプレイをした企画と、1992年の第15回大会のダウンタウンが登場した笑点に似せた企画「ミッドナイト大喜利歌合戦」（後に「ダウンタウンのガキの使いやあらへんで!!」のOP企画「チキチキ大喜利大合戦（現・「対決しまっしょい」）」へと発展した）でヘルメットを被った吉田ヒロの頭に電動チェーンソーを引っ掛けたものと、1994年の第17回大会での企画にて登場した人間水車である。ちなみに、それぞれのコーナーを担当した棚次隆ディレクターと、菅賢治プロデューサーと土屋敏男プロデューサーは、それ以降、24時間テレビに関与していない。松本は「タモさんと赤塚（不二夫）さんの見たかったわー!」と第6回大会に興味津々だった（VTRが現存しないため紙芝居という形で再現していた）。
- 「ダウンタウンのこれが見てみた～い!」のコーナーでは、ダウンタウンが見たい映像を紹介した。この時は、松本の場合は「プリン・キャッシーのテレビ!テレビ!!」（よみうりテレビ、関西ローカル。ちなみによみうりテレビにVTRが1本も現存せず[注 4]、キャッシーとゲストで出ていた川崎麻世の2枚の写真しかなくもうひとりの司会である横山プリンの写真すら現存せず松本はガックリした）という番組で、浜田の場合は、福澤アナウンサーが「とんねるずの生でダラダラいかせて!!」にて挑戦した企画を紹介した。
- 現在も放送しているダウンタウンの番組「ダウンタウンのガキの使いやあらへんで!!」を宣伝も兼ねて、いろいろなフリ（ダウンタウンだと思わして違う番組を紹介した）もありつつ、懐かしい映像とともに紹介した。

## 出演者

### 司会
- ダウンタウン（浜田雅功・松本人志）
- 福澤朗（当時日本テレビアナウンサー）

## 当番組にて紹介した番組
創世記
- 日本テレビ開局式実況※日本テレビ最初の番組として紹介された。また、アナウンサーの茂木太郎がコメント出演。
- ほろにがショー 何でもやりまショー※元祖馬鹿テレビとして紹介された。
- 光子の窓※唯一現存する「イグアノドンの卵」を放送。出演者の草笛光子がコメント出演。
- シャボン玉ホリデー（第1期）
- 笑点
- コント55号の裏番組をぶっとばせ!※元祖お色気番組・視聴率を意識した番組・テレビ史上初の360度お客を囲むコロシアム型セットの番組として紹介された。また、プロデューサーの細野邦彦がコメント出演。
- ダウンタウンの裏番組をブッ飛ばせ!!

黄金時代…「TVジョッキー」から「スターアクション」までは、OPタイトルのみ紹介。
- 巨泉×前武ゲバゲバ90分!※スタッフの神戸文彦と齋藤太朗がコメント出演。
- カリキュラマシーン※齋藤太朗がレギュラー出演した番組。
- どっきりカメラ
- NTV紅白歌のベストテン※黄金時代の音楽番組として紹介された。
- スター誕生!
- コント55号のなんでそうなるの?
- 金曜10時!うわさのチャンネル!!※出演者の和田アキ子がコメント出演。
- カックラキン大放送!!※出演者の研ナオコとスタッフの白井荘也がコメント出演。
- ウィークエンダー
- それは秘密です!!
- TVジョッキー
- 今夜は最高!
- 特ダネ登場!?
- ほんものは誰だ!
- スターアクション
- アメリカ横断ウルトラクイズ※スタッフの佐藤孝吉がコメント出演。
- 欽ちゃんの全日本仮装大賞※1979年12月31日放送の記念すべき第1回を放送。現在は『欽ちゃん&香取慎吾の全日本仮装大賞』である。
- 現代の怪奇!決定版これが空飛ぶ円盤だ※UFOでおなじみの矢追純一がコメント出演。
- お笑いスター誕生!!
- 24時間テレビ「愛は地球を救う」※前述の通り、深夜の問題のあったコーナーを紹介。

暗黒時代…｢日曜8時ドパンチ大放送｣から｢電脳底抜け脱線ゲーム｣までは、テロップだけで紹介された。
- 逆転クイズ スーパービンゴ※テロップが「B&Bの逆転クイズ スーパービンゴ」となっていたが、正式には「B&Bの」は付かない。
- B&Bのお笑いスター最前線!!
- ダントツ笑撃隊!!
- テレビに出たいヤツみんな来い!!
- 8時が来ちゃった!!テレビ大図鑑※途中でVTRが止まるハプニングが起こる。
- 所さんの勝ったも同然!!
- 大相似形テレビ
- ガムシャラ十勇士※ゴールデンタイムで最低視聴率1.8％を記録した番組として紹介。
- ビートたけしのお笑いウルトラクイズ※悪い空気を換える番組として紹介。
- チョモランマがそこにある!!
- 天才・たけしの元気が出るテレビ!!※新感覚のバラエティー番組として紹介された。
- 日曜8時ドパンチ大放送※テロップが「日曜8時ドンパチ大放送」となっていたが、「日曜8時ドパンチ大放送」が正しい
- とんねるずの子供は寝なさい!?
- ビートたけしの全日本お笑い研究所
- 体当り!!スーパーレース
- おもしろ人間ウォンテッド!!
- 鶴太郎の危険なテレビ
- わっ!!ツービートだ
- ビッグ・ウエンズデー
- 番組の途中ですが…再びたけしです
- ハナキンおもしろナイト
- いい!!かもしんない
- ビギニングチャチャ
- サザンの勝手にナイト!
- ちびっこスター誕生!
- 笑うと泣くぞ…ダハ!
- いい加減にします!
- みんな変わりモノ!?
- 所さんのまっかなテレビ
- 日曜9時は遊び座です
- コサキン勝手に生放送
- 日立 地球トライアル
- 三宅裕司じゃん!
- 欽ちゃんの気楽にリン
- 電脳底ぬけ脱線ゲーム
- 全員出席!笑うんだってば※ダウンタウンが初のゴールデン番組として紹介。「地球戦士フリルマン」も紹介。
- 恋々!!ときめき倶楽部※ダウンタウンが出演した番組として紹介された。

第二期黄金時代
- クイズ世界はSHOW by ショーバイ!!
- 夜も一生けんめい。
- THE夜もヒッパレ
- マジカル頭脳パワー!!
- 投稿!特ホウ王国
- 嗚呼!バラ色の珍生!!

「ダウンタウンのガキの使いやあらへんで!!」のフリとして使われた番組
- 進め!電波少年※日曜の夜の番組として使われた。
- ウッチャンナンチャンのウリナリ!!※天才お笑いコンビとして使われた。
- 快傑!コウジ園※前はコンビだった今田耕司・東野幸治の番組で、吉本を代表する2人組として使われた。

## スタッフ
- 構成：そーたに、海老克哉、堀部圭亮、鈴木三世
- ナレーター：鷹西美佳・蛯原哲（両名とも日本テレビアナウンサー）
- TM：勝見明久
- TD：牛山敏彦
- SW：小林宏義
- VE：三橋崇弘
- CAM：蔦佳樹、水梨潤
- MIX：清水秀明
- AUD：辻直哉
- MYスタ
  - SW：米田博之
  - MIX：中村一男
  - VE：小熊透
- 美術：林健一
- デザイン：本田恵子
- TK：山沢啓子、長坂真由美
- 音効：保苅智子
- デスク：藤島悦子、中田美津子
- EED：宮部真也（IMAGICA）
- MA：大木久雄（IMAGICA）
- ロケ技術：NTV映像センター
- アシスタントディレクター：深谷圭二、豊川かおり、青木章浩、藤原夕季江、平田正則、津野若菜、椋木勝久、袴田大介
- VTR担当ディレクター：井村誠男、岡村勝久、堀田康貴、酒井甚哉、辻正記、大畠憲彦
- ディレクター：香川春太郎、〆谷浩斗、小島悟、飯島冬貴
- プロデューサー：政橋雅人、鈴木雅人、関根崇史、長濱薫、池田修一、安藤優子、伊藤有何子、中田敦子、久保まどか
- 制作協力：NTV映像センター、エクセル（現：エクセリング）、モスキート
- 総合演出：土屋敏男
- チーフプロデューサー：吉田真
- 製作著作：日本テレビ

## 余談
- ダウンタウンはフジテレビがお台場へ社屋を移転する際にも特番に出演している。詳しくはザッツお台場エンターテイメント!を参照のこと。
- この番組は従来のダウンタウンの日テレ番組のスタッフ(斉藤敏豪ディレクターと菅賢治プロデューサーと構成作家の高須光聖)ではなく電波少年のスタッフで制作したため、それまでと違う印象を与えた。
- その後にダウンタウンが日テレのゴールデンタイム特番を行ったのは19年後の2022年8月13日19:00 - 21:54の『ダウンタウンvsZ世代』までなかった。